# Jean Charles Louis Thomas Chapais
Pour les articles homonymes, voir Chapais.
Jean Charles Louis Thomas Chapais (6 mars 1850 - 23 juillet 1926 à l'âge de 76 ans) était un fonctionnaire québécois. Fils de Jean Charles Chapais, un des Pères de la confédération canadienne, il entra au barreau de la province de Québec en 1875; il abandonna bien vite la pratique du droit pour entrer dans la fonction publique où il trouva un poste de commissaire d’inspection agro-alimentaire. Auteur d’essais sur l’agriculture, l’un de ses plus célèbres écrits demeure Le Guide illustré du sylviculteur canadien (Montréal, 1883) et plusieurs autres types de pamphlets